# Сорвижское сельское поселение
Сорвижское сельское поселение — муниципальное образование в составе Арбажского района Кировской области.
Административный центр — село Сорвижи.

## История
Сорвижское сельское поселение образовано 1 января 2006 года, в его состав вошли территории бывших Баландовского, Мосуновского и Шембетского сельсоветов. 

## Население
| 2010 | 2012 | 2013 | 2014 | 2015 | 2016 | 2017 |
| ---- | ---- | ---- | ---- | ---- | ---- | ---- |
| 934  | ↘916 | ↘900 | ↗919 | ↘879 | ↘845 | ↘838 |
| 2018 | 2019 | 2020 |      |      |      |      |
| ↘811 | ↘783 | ↘757 |      |      |      |      |

## Населенные пункты
В состав поселения входят 22 населённых пункта (население, 2010):
| - село Сорвижи — 728 чел.; - деревня Багаи — 0 чел.; - деревня Березины — 0 чел.; - деревня Большие Волки; - деревня Ваганьково — 0 чел.; - деревня Васьково — 0 чел.; - деревня Елсуки — 0 чел.; - деревня Казань — 4 чел.; | - деревня Колпаки; - деревня Локтины — 12 чел.; - деревня Нагоряна; - деревня Назары — 0 чел.; - деревня Ореушонки; - деревня Пермяки — 0 чел.; - деревня Севастьяне — 0 чел.; - деревня Суслики — 6 чел.; | - деревня Тетери — 0 чел.; - деревня Холкины; - деревня Чикишата — 0 чел.; - село Шараница — 172 чел.; - деревня Шишкины — 0 чел.; - деревня Шустово — 6 чел. |